# Temporada 1957 del Campeonato de España de Rally
La temporada 1957 fue la primera edición del Campeonato de España de Rally, oficialmente denominada: Campeonato de España de conductores de rallyes. Comenzó el 21 de abril en el Trofeo de Montaña y finalizó el 3 de noviembre en el Circuito Desconocido. El vencedor fue Fernando Roqué.
Aunque Javier Sanglas había sido proclamado campeón de España de rallyes el año anterior no fue hasta 1957 cuando la federación creó finalmente un campeonato regulado, con un calendario y una normativa. Estaba limitado a conductores españoles con licencia de conductor que hubiese sido expedida por el Real Automóvil Club de España y para proclamarse campeón de España era obligatorio participar en el Rally RACE y en el Rally Ibérico. El calendario estaba compuesto por seis fechas que se disputaban en carreteras abiertas, en tramos cerrados al tránsito, en pruebas de circuito y también de montaña. 
El 25 de septiembre la federación española envía una nota a la prensa donde comunicaba la decisión de suspender todas las pruebas nacionales de automóviles, en gran parte, por el bajo número de participantes en las pruebas. De esta manera del calendario nacional se vio reducido afectando a la anulación del Rally de los Pirineos y del Rally Ibérico.

## Calendario
Calendario previsto para la temporada 1957.
| N.º | Fecha                           | Prueba                                                      | Superficie | Ganador           |
| --- | ------------------------------- | ----------------------------------------------------------- | ---------- | ----------------- |
| 1   | 28 de abril                     | 2.º Trofeo de Montaña - Circuito de los Puertos de Castilla | Asfalto    | Fernando Roqué    |
| 2   | 28 de mayo - 2 de junio         | 5.º Rally RACE - 1.º Vuelta a España                        | Asfalto    | Gerardo de Andrés |
| 3   | 28-30 de junio                  | 1.º Rally Cataluña - 8.º Vuelta a Cataluña                  | Asfalto    | Sebastià Salvadó  |
| 4   | 28 de septiembre - 1 de octubre | 3.º Rally de los Pirineos                                   | Anulado    | Anulado           |
| 5   | 17-20 de octubre                | 2.º Rally Ibérico                                           | Anulado    | Anulado           |
| 6   | 3 de noviembre                  | Circuito Desconocido                                        | Anulado    | Anulado           |

## Resultados

### Campeonato de pilotos
| Pos.   | Piloto                  | MON | RAC | CAT | PIR | IBE | CDE | Puntos |
| ------ | ----------------------- | --- | --- | --- | --- | --- | --- | ------ |
| 1.     | Fernando Roqué          | 1   | 3   | 3   | -   | -   | -   | 30     |
| 2.     | Gerardo de Andrés       |     | 1   | 8   | -   | -   | -   | 20     |
| 3.     | Javier Sanglas          |     | 2   | 7   | -   | -   | -   | 19     |
| 4.     | Jesús Saiz              | 4   | 6   |     | -   | -   | -   | 17     |
| 5.     | José Hummet             |     | 5   | 9   | -   | -   | -   | 14     |
| 6.     | «Lobo IX»               | 2   |     |     | -   | -   | -   | 13     |
| 7.     | «Percebe»               |     | 4   |     | -   | -   | -   | 13     |
| 8.     | Guillermo G. Garra      | 3   | 10  |     | -   | -   | -   | 12     |
| 9.     | Antonio Roqué           |     | Ret | 2   | -   | -   | -   | 11     |
| 10.    | Estanislao Reverter     | 6   | 15  |     | -   | -   | -   | 9      |
| 11.    | Luciano Eliakin         |     |     | 5   | -   | -   | -   | 9      |
| 12.    | Eesteban Sala           |     | 8   |     | -   | -   | -   | 8      |
| 13.    | Gumersindo G. Fernández |     |     |     | -   | -   | -   | 8      |
| 14.    | «Lobo XI»               | 8   |     |     | -   | -   | -   | 7      |
| 15.    | Juan Llopart            |     | 7   |     | -   | -   | -   | 6      |
| 16.    | «Petardo»               |     |     |     | -   | -   | -   | 6      |
| 17.    | Javier de Ortueta       |     | 9   |     | -   | -   | -   | 4      |
| 18.    | Fernando Polo Villaamil |     | 12  |     | -   | -   | -   | 4      |
| 19.    | Jaime Miláns del Bosch  |     | 14  | 30  | -   | -   | -   | 4      |
| 20.    | José María Arola        |     |     |     | -   | -   | -   | 3      |
| 21.    | Luis López de Castro    |     |     |     | -   | -   | -   | 3      |
| 22.    | Ricardo Villar          |     | 11  |     | -   | -   | -   | 2      |
| 23.    | Valentín Valhonrat      |     | 13  |     | -   | -   | -   | 2      |
| 24.    | Gerardo Romero Requejo  |     | 19  |     | -   | -   | -   | 2      |
| 25.    | Mario Caprile           |     |     |     | -   | -   | -   | 2      |
| 26.    | Joaquín G. de la Fuente |     |     |     | -   | -   | -   | 2      |
| 27.    | Carlos Mach             |     |     |     | -   | -   | -   | 2      |
| 28.    | Juan José Pardo         |     |     |     | -   | -   | -   | 2      |
| Fuente |                         |     |     |     |     |     |     |        |